# Sophia Chablau e Uma Enorme Perda de Tempo (álbum)
Sophia Chablau e Uma Enorme Perda de Tempo é o álbum de estreia da banda homônima Sophia Chablau e Uma Enorme Perda de Tempo, lançado em 8 de abril de 2021 pelo Selo RISCO. Produzido por Ana Frango Elétrico e Francesca Ribeiro, o álbum explora gêneros como indie rock, pop rock e indie pop. O álbum recebeu elogios da crítica e foi incluído entre os melhores discos do ano de 2021 pela Associação Paulista de Críticos de Arte (APCA).

## Antecedentes

### Composição
A etapa de composição do álbum de estreia homônimo envolveu um processo inicial em que a músicas eram predominantemente escritas por Sophia Chablau, com exceção de um trecho específico de “Se Eu Fiz Uma Não Canção” de autoria de Téo. Inicialmente, as composições foram desenvolvidas para servir de base para apresentações ao vivo, onde os arranjos passavam por adaptações conforme o andamento dos ensaios e dos shows. Com o tempo, o processo evoluiu para uma prática colaborativa, na qual outros integrantes, como Vicente, passaram a contribuir com composições integradas e reinterpretadas ao vivo.
Durante esse processo, os arranjos sofriam revisões conforme as apresentações e a interação entre os músicos, refletindo a diferença entre o arranjo ensaiado e o arranjo que se manifesta durante a performance diante do público. O repertório contou com influências musicais variadas, entre as quais constam referências a artistas e estilos que vão desde a música popular brasileira até o rock alternativo.

### Gravação
Em outubro de 2019, a produção musical do disco foi conduzida por Ana Frango Elétrico, que desempenhou um papel fundamental na organização da sonoridade do grupo e na definição dos arranjos, garantindo uma unidade sonora. O método de gravação equilibrou elementos de estúdio e apresentação ao vivo, refletindo a estética performática da banda. O processo ocorreu no Estúdio Canoa conduzido por Gui Jesus Toledo, em São Paulo, e foi concluído em oito a nove dias.
A faixa "Moças e Aeromoças" contou com a participação da guitarrista Lucinha Turnbull, cuja colaboração surgiu a partir de uma sugestão de Ana Frango Elétrico.  Durante as gravações, Lucinha utilizou sua guitarra Ruby para registrar sua contribuição. Esse encontro foi destacado pelos integrantes como um momento importante na produção do álbum.

## Lançamento e promoção
Lançado em 2021, a promoção do álbum incluiu o lançamento do single “Delícia/Luxúria” em 25 de março de 2021, funcionando como elemento de pré-lançamento. A estratégia promocional abrangeu entrevistas com veículos especializados, participação em programas de rádio e divulgação por meio de plataformas de streaming digital. O álbum também foi destacado na cobertura crítica, tendo sido incluído em listas de melhores discos do ano por instituições como a Associação Paulista de Críticos de Arte (APCA).  Inicialmente, o produto foi disponibilizado em download digital e CD. Posteriormente, uma edição em vinil foi lançada, ocorrendo essa versão em 9 de junho de 2022 por Romaria Discos.

## Lista de faixas
| Críticas profissionais | Críticas profissionais |
| Avaliações da crítica  | Avaliações da crítica  |
| Fonte                  | Avaliação              |
| ---------------------- | ---------------------- |
| Música Instantânea     | 8.3/10                 |
| Minuto Indie           | 8.0/10                 |
| Outra Hora             | 8.5/10                 |

| Lado A |                                                  |                                             |         |  |
| N.º    | Título                                           | Compositor(es)                              | Duração |  |
| 1.     | "Pop Cabecinha"                                  | Sophia Chablau                              | 1:56    |  |
| 2.     | "Se Você"                                        | Sophia Chablau                              | 2:18    |  |
| 3.     | "Fora do Meu Quarto"                             | Sophia Chablau Téo Serson                   | 4:27    |  |
| 4.     | "Se eu Fiz pra Você uma Não-Canção eu não Podia" | Téo Serson                                  | 0:29    |  |
| 5.     | "Deus Lindo"                                     | Sophia Chablau Theo Ceccato Vicente Tassara | 2:43    |  |

| Lado B         |                     |                |         |  |
| N.º            | Título              | Compositor(es) | Duração |  |
| 6.             | "Hello"             | Sophia Chablau | 2:07    |  |
| 7.             | "Debaixo do Pano"   | Sophia Chablau | 2:55    |  |
| 8.             | "Moças e Aeromoças" | Sophia Chablau | 2:43    |  |
| 9.             | "Delícia/Luxúria"   | Sophia Chablau | 3:05    |  |
| Duração total: | Duração total:      | Duração total: | 22:47   |  |

| Sophia Chablau E Uma Enorme Perda De Tempo – Faixa bônus da edição deluxe |                 |                |         |  |
| N.º                                                                       | Título          | Compositor(es) | Duração |  |
| 10.                                                                       | "Idas e Vindas" | Sophia Chablau | 3:01    |  |
| Duração total:                                                            | Duração total:  | Duração total: | 25:48   |  |

## Créditos
Todo o processo de elaboração de Sophia Chablau e Uma Enorme Perda de Tempo atribui os seguintes créditos:
Locais
- Gravação e mixagem:   - Estúdio Canoa (São Paulo)
  - Estúdio Carolina (Rio de Janeiro)

Gestão e produção
- Produção Musical: Ana Frango Elétrico
- Produção Executiva: Francesca Ribeiro
- Engenharia de Som: Gui Jesus Toledo
- Assistente de Estúdio: Thales Castanheira
- Fotografia: Helena Ramos e Zoé Passos
- Ensaios: Breno Serson e Renata Puliti
- Clipe: Marina Letizia, Eduardo Tkacz, Germano Martins, Igor Yamawaki e Theo Doré

CD
- Arte e Design: Maria Cau Levy
- Fotografia da Capa: Biel Basile

Vinil
- Masterização: Arthur Joly e Martin Scian
- Projeto Gráfico: Maria Cau Levy
- Corte da laca: Gus Levy

Instrumentação
- Vocais: Sophia Chablau (A1, A2, A3, B1, B2, B3, B4), Téo Serson (A4) e Theo Ceccato (A5)
- Elementos Vocais Adicionais:
  - Assobios: Sophia Chablau (A4), Theo Ceccato (A4) e Vicente Tassara (A4)
  - Vocais de apoio: Ana Frango Elétrico (B1)
  - “Tudo já pode ser”: Gui Jesus Toledo (B2), Sophia Chablau (B2), Téo Serson (B2) e Theo Ceccato (B2)
- Violão: Téo Serson (A4)
- Guitarras: Vicente Tassara (A1, A2, A3, B2, 8), Theo Ceccato (A5) e Sophia Chablau (B3, B4)
  - Guitarra Semi-Acústica/Solo: Lucinha Turnbull (B3)
- Baixo: Téo Serson (A1, A2, A3, A5, B2, B3, B4)
- Contrabaixo: Arthur Merlino (A2, A3)
- Bateria & Percussão: Theo Ceccato (A1, A2, A3, B2, B3, B4) e Vicente Tassara (A5)
- Piano: Vicente Tassara (A3, B2)
- Teclados/Rhodes/Órgão: Vicente Tassara (B3, B4)
- Viola-de-arco: Fábio Tagliaferri (A2, A3)
- Saxofones: João Barisbe (B2, B4)

## Histórico de lançamento
| País   | Data               | Formato(s)          | Gravadora      | Ref.   |
| ------ | ------------------ | ------------------- | -------------- | ------ |
| Vários | 8 de abril de 2021 | Download digital CD | Selo RISCO     | [ 19 ] |
| Brasil | 8 de abril de 2021 | Download digital CD | Selo RISCO     | [ 20 ] |
| Brasil | 9 de junho de 2022 | Vinil               | Romaria Discos | [ 16 ] |

## Prêmios e indicações
| Publicação/crítica                      | Lista                                     | Posição | Ref.   |
| --------------------------------------- | ----------------------------------------- | ------- | ------ |
| Associação Paulista de Críticos de Arte | Os 50 Melhores Discos do Ano de 2021      | —       | [ 15 ] |
| Hits Perdidos                           | Os 50 Melhores Álbuns Nacionais (2021)    | 16      | [ 13 ] |
| Música Instantânea                      | Os 50 Melhores Discos Brasileiros de 2021 | 27      | [ 14 ] |